# Kościół św. Michała Archanioła w Katowicach
Kościół św. Michała Archanioła w Katowicach – rzymskokatolicki kościół w Katowicach, położony na Wzgórzu Beaty w parku T. Kościuszki, na terenie dzielnicy Brynów część wschodnia-Osiedle Zgrzebnioka. 
Wzniesiony został prawdopodobnie w 1510 roku w Syryni w powiecie wodzisławskim, lecz pierwsze poświadczenia o tamtejszym kościele pochodzą z XIV wieku. W 1938 roku kościół został przeniesiony do Katowic, a od 1997 roku jest jednym z oddziałów Muzeum Historii Katowic.
Na kompleks kościelny składa się drewniana świątynia, dzwonnica oraz otaczające je ogrodzenie na rzucie owalnym, a ponadto przy kościele znajduje się także lapidarium. Kościół wpisany jest do rejestru zabytków nieruchomych.

## Historia

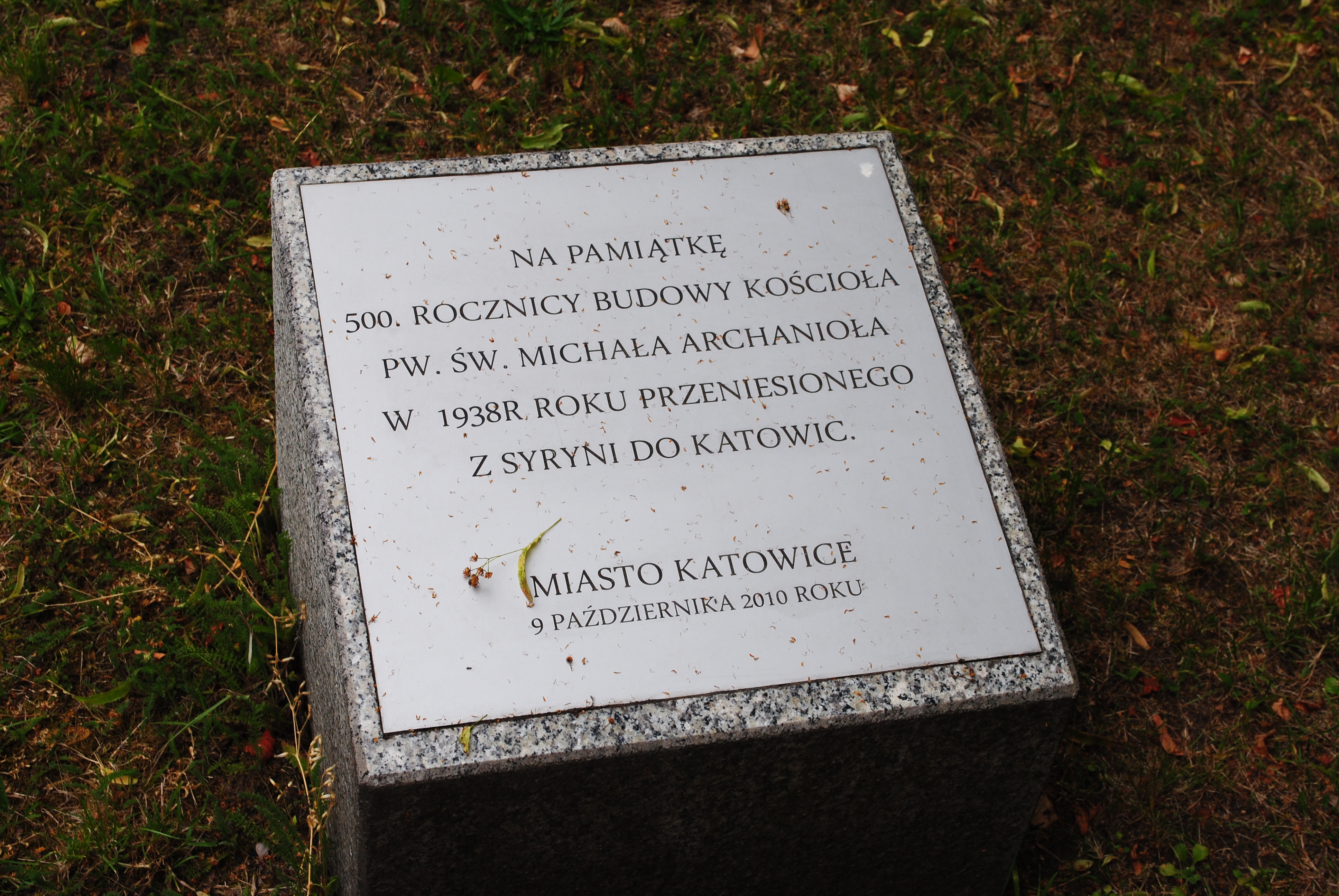
Tablica z 2010 roku upamiętniająca 500-lecie budowy kościoła pw. św. Michała Archanioła

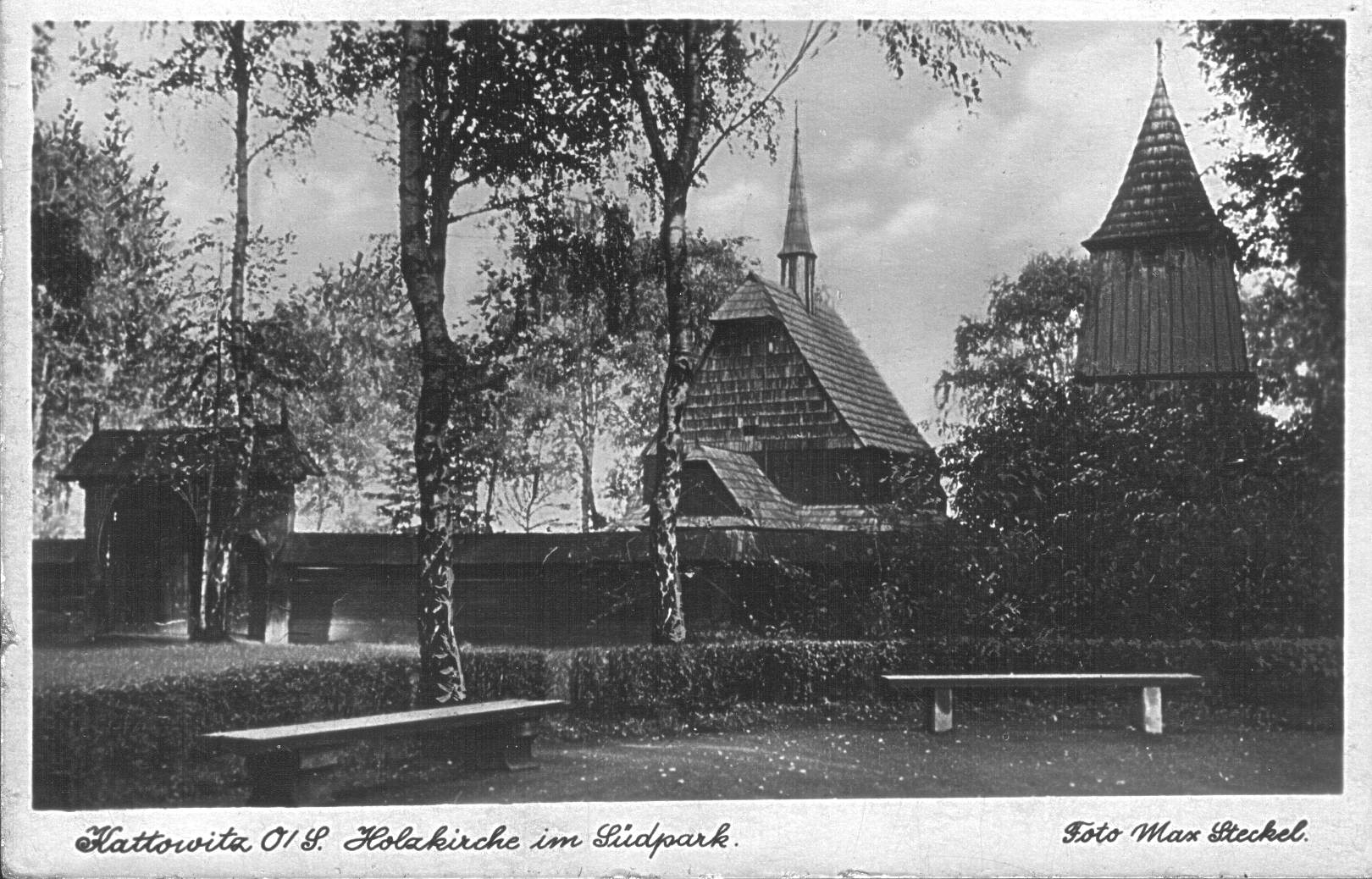
Kościół pw. św. Michała Archanioła w czasie niemieckiej okupacji

Kościół pw. św. Michała Archanioła to najstarsza istniejąca budowla na terenie Katowic, powstała prawdopodobnie w 1510 roku w Syryni nieopodal Wodzisławia Śląskiego. Datę tę podaje niemiecki historyk sztuki Hans Lutsch, który umotywował swą tezę tym, że na nieistniejącej już belce wyryto właśnie tę datę. Sugerowało to, iż byłby to drugi kościół w Syryni, wzniesiony w miejscu budynku z XIV wieku. Nie zachowały się jednak żadne dokumenty świadczące o budowie nowego kościoła w XVI wieku, więc możliwe jest także to, iż w 1510 roku dokonano jedynie powiększenia lub renowacji starszej świątyni. Pierwszy natomiast drewniany kościół w Syryni został wzniesiony w 1305 roku jako kościół filialny parafii św. Marii Magdaleny w Lubomi. Zezwolenie na budowę nowej świątyni wydał biskup wrocławski Henryk. Kościół został konsekrowany w 1306 roku przez biskupa sufragana Mikołaja, a za patrona nowej świątyni wybrano św. Michała Archanioła.
W połowie XVII wieku kościół został rozbudowany i przebudowany, uzyskując współczesną formę. W 1749 roku przeprowadzono poważniejszy remont – wówczas to gruntowanie naprawiono pokrycie dachowe. Wymieniono je w 1854 roku, a trzy lata później na wieży kościelnej umieszczono piorunochron. W 1853 roku rozebrano dzwonnicę z 1679 roku, a w tym samym roku postawiono jej replikę.
Kościół w Syryni z biegiem lat stawał się za mały. Koszty związane z jego renowacją, wzrost liczby mieszkańców oraz usamodzielnienie się w 1925 roku syryńskiej parafii w połączeniu z budową nowego kościoła przyspieszyły decyzję o sprzedaży starej świątyni miastu Katowice za kwotę 5 tys. złotych. Stara świątynia nie została rozebrana, co było był efektem wizyty cesarza niemieckiego Wilhelma II 16 września 1913 roku. Po powrocie do Berlina wydał zarządzenie, że nie wolno wyburzać drewnianego kościoła w Syryni w przypadku postawienia nowego.
Po pieczołowitym rozebraniu drewnianego kościoła został on przeniesiony w sierpniu 1938 roku do Katowic. Ustawiono go w miejscu wieży Bismarcka, usytuowanej tu w 1903 roku, którą rozebrano w 1933 roku, a jej fragmenty wykorzystano do budowy wznoszonej wówczas katowickiej katedry pw. Chrystusa Króla.
Obecność drewnianego, XVI-wiecznego kościoła z Syryni w Katowicach była efektem koncepcji dyrektora budowanego w tym czasie Muzeum Śląskiego i konserwatora zabytków, Tadeusza Dobrowolskiego, który planował stworzyć w mieście galerię zabytków górnośląskiego budownictwa drewnianego. Prócz kościoła, w pobliżu postawiono spichlerz z Gołkowic oraz XVII-wieczną stodołę. Miały one stanowić zaczątek parku etnograficznego.  

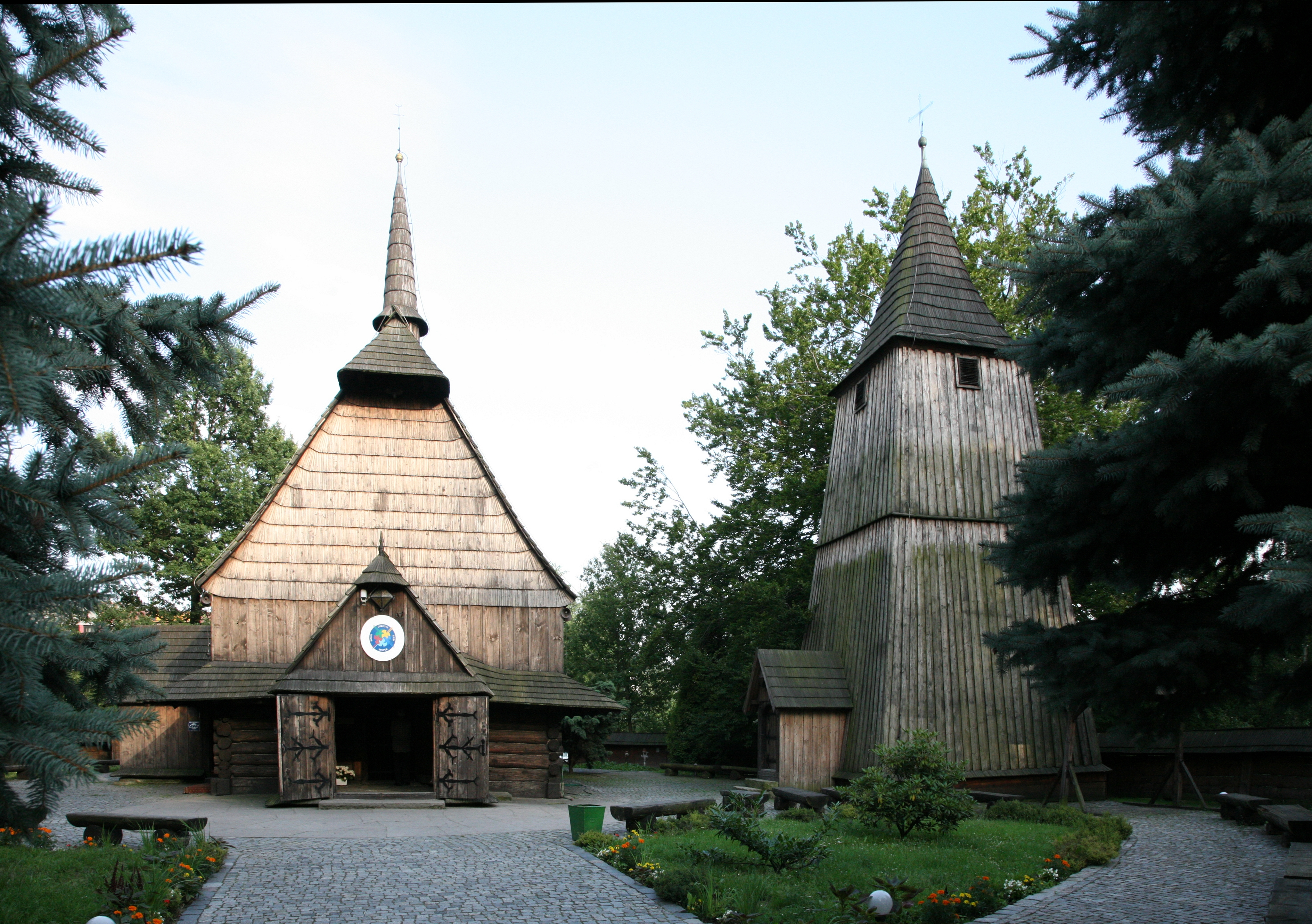
Kościół pw. św. Michała Archanioła w sierpniu 2010 roku

Świątynia w Katowicach została poświęcona 11 czerwca 1939 roku przez biskupa katowickiego Stanisława Adamskiego.
W czasie II wojny światowej kościół został zamknięty i dopiero w 1958 roku zaczęto ponownie sprawować w nim liturgię. 18 maja 1958 roku rektor Niższego Seminarium Duchownego im. św. Jacka w Katowicach ks. Ignacy Jeż poświęcił kościół, a od 1959 roku zaczęciu odprawiać w nim msze święte. Przy kościele funkcje duszpasterskie spełniał osobny rektor, a pierwszym z nich był ks. Józef Skornia. W latach 1958–1960 świątynia wzbogaciła się o niezbędne przedmioty liturgiczne, a 3 marca 1960 roku za głównym ołtarzem zawieszono krzyż. Wkrótce też na ścianach pojawiły się stacje drogi krzyżowej. W tym okresie zmiany nastąpiły także na zewnątrz kościoła pw. św. Michała Archanioła: wykonano nowe chodniki, założono kraty drzwiowe i okienne, a także zawieszono dzwon-sygnaturkę.
21 lutego 1981 roku erygowano parafię św. Michała Archanioła, a XVI-wieczny kościół stał się kościołem parafialnym. W maju 1997 roku prezydent Katowic Henryk Dziewior podjął decyzję o zorganizowaniu w zabytkowym zespole kościoła punktu muzealnego – filii Muzeum Historii Katowic. 25 września 2001 roku poświęcono i konsekrowano nową świątynię – pw. Matki Kościoła Niepokalanej Jutrzenki Wolności, a w uroczystościach tych przewodniczył abp. Damian Zimoń. 29 kwietnia 2009 roku przy zabytkowym kościele katowiccy muzealnicy utworzyli lapidarium.

## Charakterystyka
Kościół św. Michała Archanioła jest własnością miasta Katowice i znajduje się pod opieką Muzeum Historii Katowic, stanowiąc jego filię. Jest to także kościół parafialny parafii św. Michała Archanioła i pełni funkcje sakralne. W niedziele i święta odprawiane są tutaj msze święte o godzinie 12:00 a także jest popularnym miejscem organizacji ślubów.
Kościół leży na Szlaku Architektury Drewnianej Województwa Śląskiego.

## Architektura

### Architektura zewnętrzna

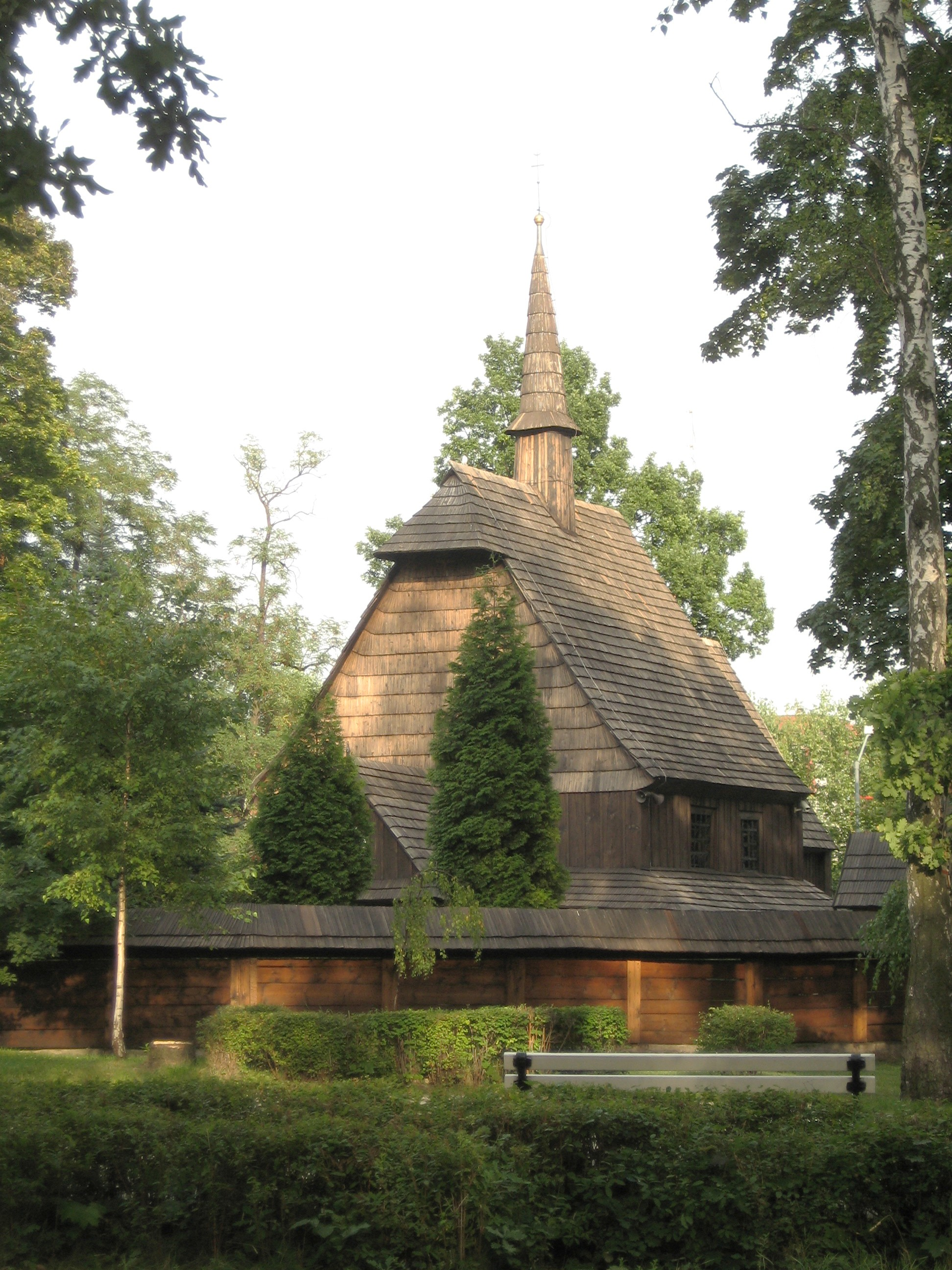
Kościół pw. św. Michała Archanioła od strony wschodniej (2007)

Budynek kościoła to obiekt o konstrukcji drewnianej, w którym zachowano około 35% materiałów oryginalnych. Ściany drewnianej świątyni mają konstrukcję wieńcową, z sosnowych bali połączonych w narożach bez użycia gwoździ. Ściany zewnętrzne pokryto deskami w układzie pionowym oraz gontem. Fundamentem jest podstawa wykonana z odpowiednio spojonych belek, na które opierają się ściany.
Kształt świątyni jest wynikiem licznych jej rozbudów, a współczesny wygląd uzyskała w połowie XVII wieku. Kościół wzniesiono na rzucie kwadratu z prostokątnym prezbiterium, z przylegającą od północy zakrystią. Prowadzą do niego dwa wejścia (od zachodu i północy) poprzedzone kruchtami. Bryła świątyni jest zwarta, z wyraźnym wyodrębnieniem pod względem wysokości członów budynku, w tym dominującą bryła nawy, a także nieco mniejsze prezbiterium i niskie kruchty. Wszystkie części kościoła kryte są oddzielnie dwuspadowymi dachami gontowymi – wyższym nad nawą i niższym nad kruchtą, zakrystią i babińcem, tworząc w ten sposób tzw. „układ śląski”. 

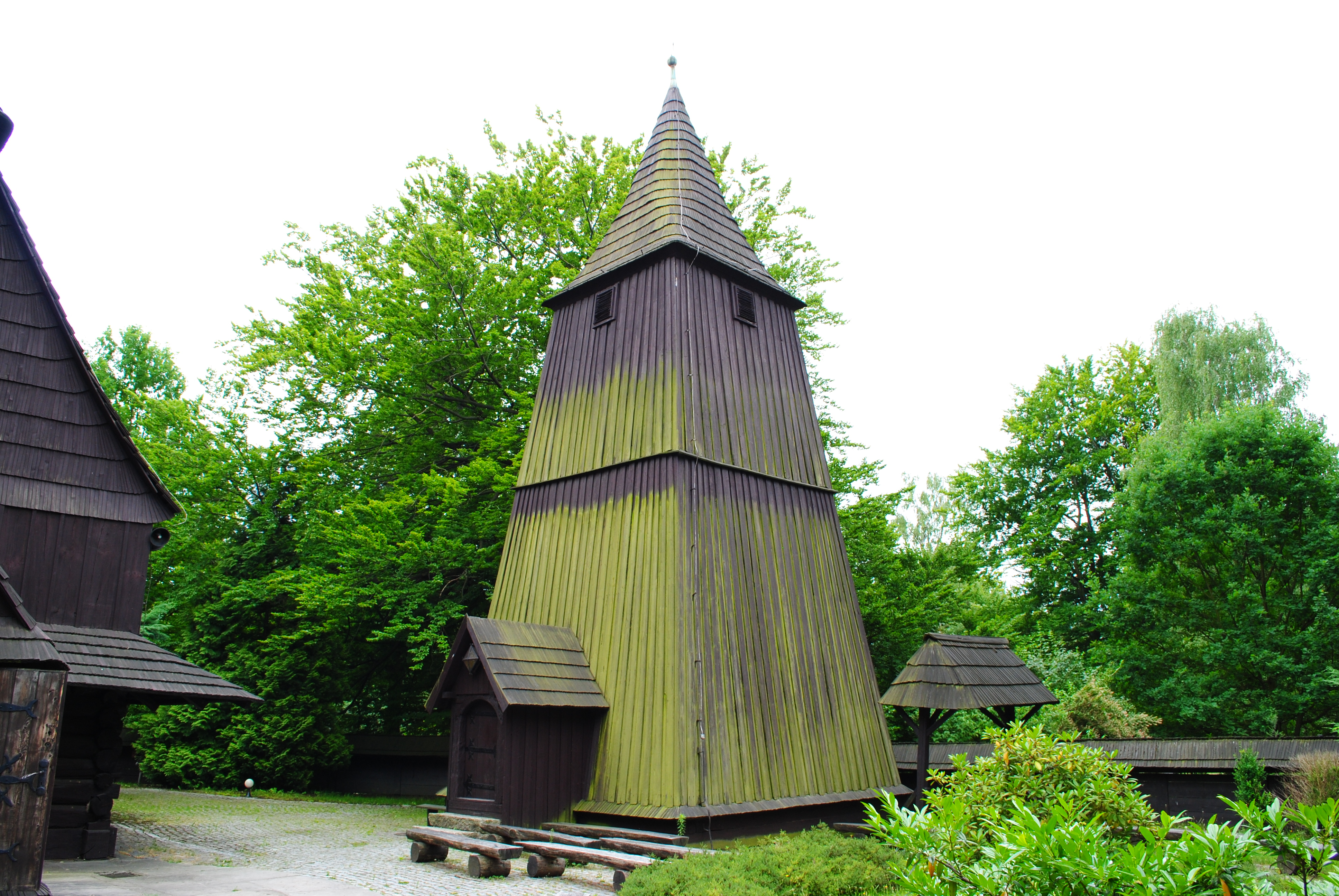
Dzwonnica kościoła pw. św. Michała Archanioła (2021)

Elewacja frontowa kościoła, zwrócona w stronę zachodnią, jest jednoosiowa, z kruchtą w osi środkowej. Zwieńczona jest trójkątnym szczytem podzielonym poziomo deskami okapowymi. W zwieńczeniu znajduje się daszek podkalenicowy przeznaczony pierwotnie na dzwon. Kościół wieńczy sygnaturka, której sterczynę tworzy miedziana kula oraz pozostałości krzyża z połowy XVIII wieku.
W nawie oraz prezbiterium znajdują się po dwa okna, zlokalizowane po stronie południowej świątyni. Zostały w nich zamontowane żelazne kraty z wysuniętymi zadziorami.
Kościół otoczony jest sobotami, które mają na celu zabezpieczenie dolnych partii świątyni przed opadami atmosferycznymi i skupienie części wiernych niemieszczących się we wnętrzu w czasie mszy świętej. Soboty wykonano w połowie XVII wieku, a biegną one wzdłuż ścian nawy i prezbiterium.
Wolno stojąca dzwonnica została wybudowana w konstrukcji słupowej, o pochylonych do środka ścianach obitych z zewnątrz deskami. W połowie wysokości umieszczono wąski daszek okapowy, a całość nakryto dachem namiotowym.

Detale zewnętrzne kościoła pw. św. Michała Archanioła
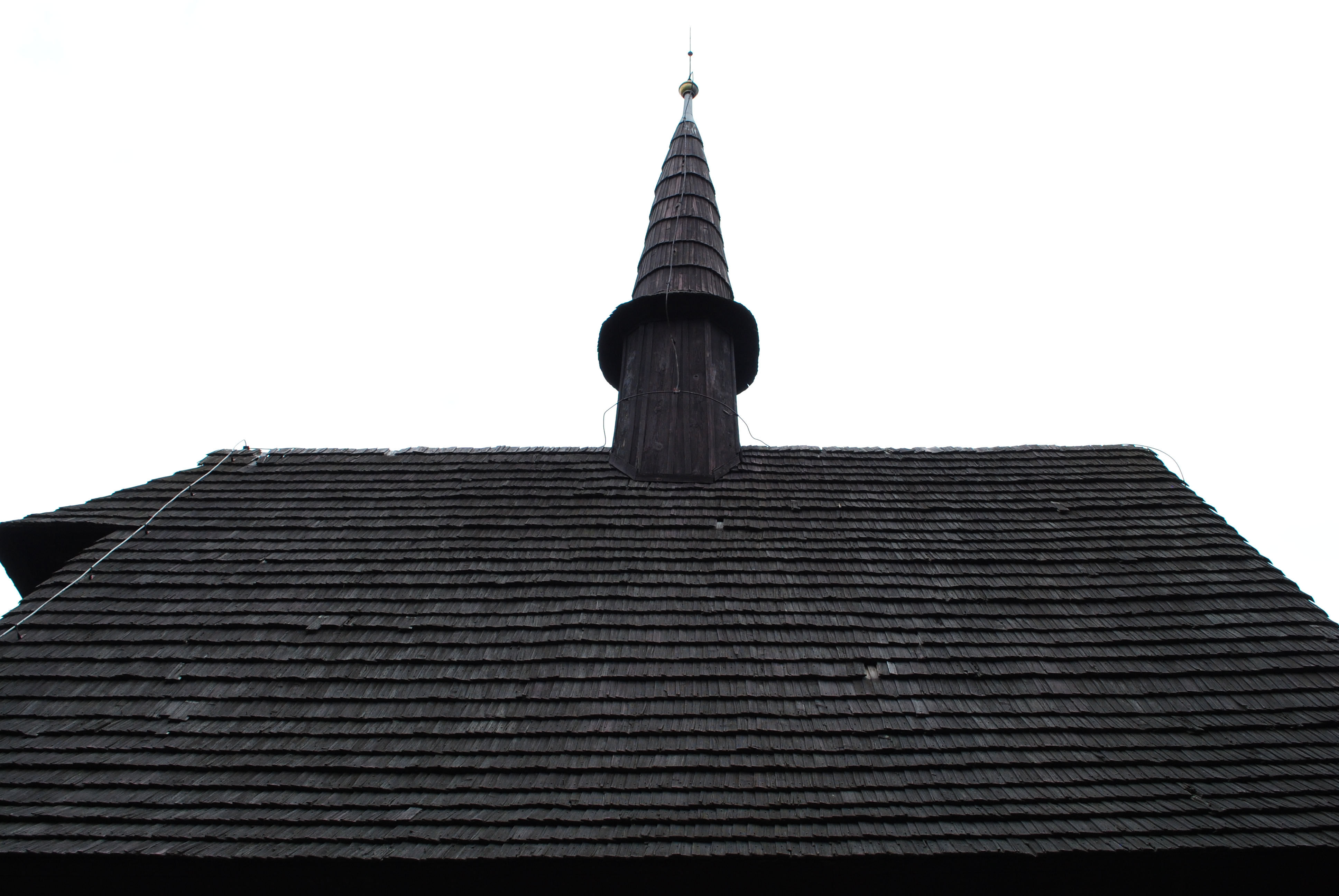
Dach nawy wraz z sygnaturką (2021)
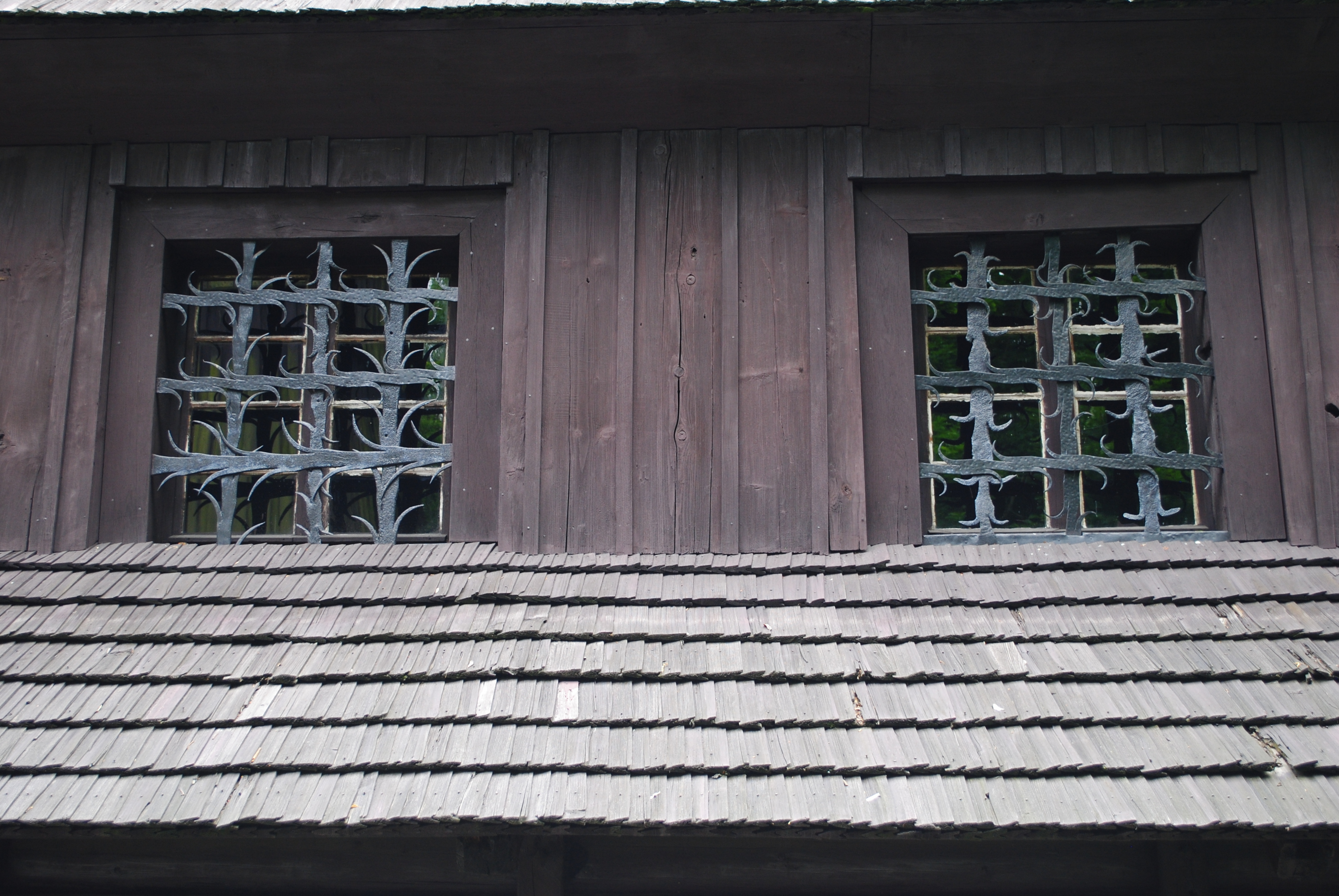
Okna na elewacji południowej (2021)
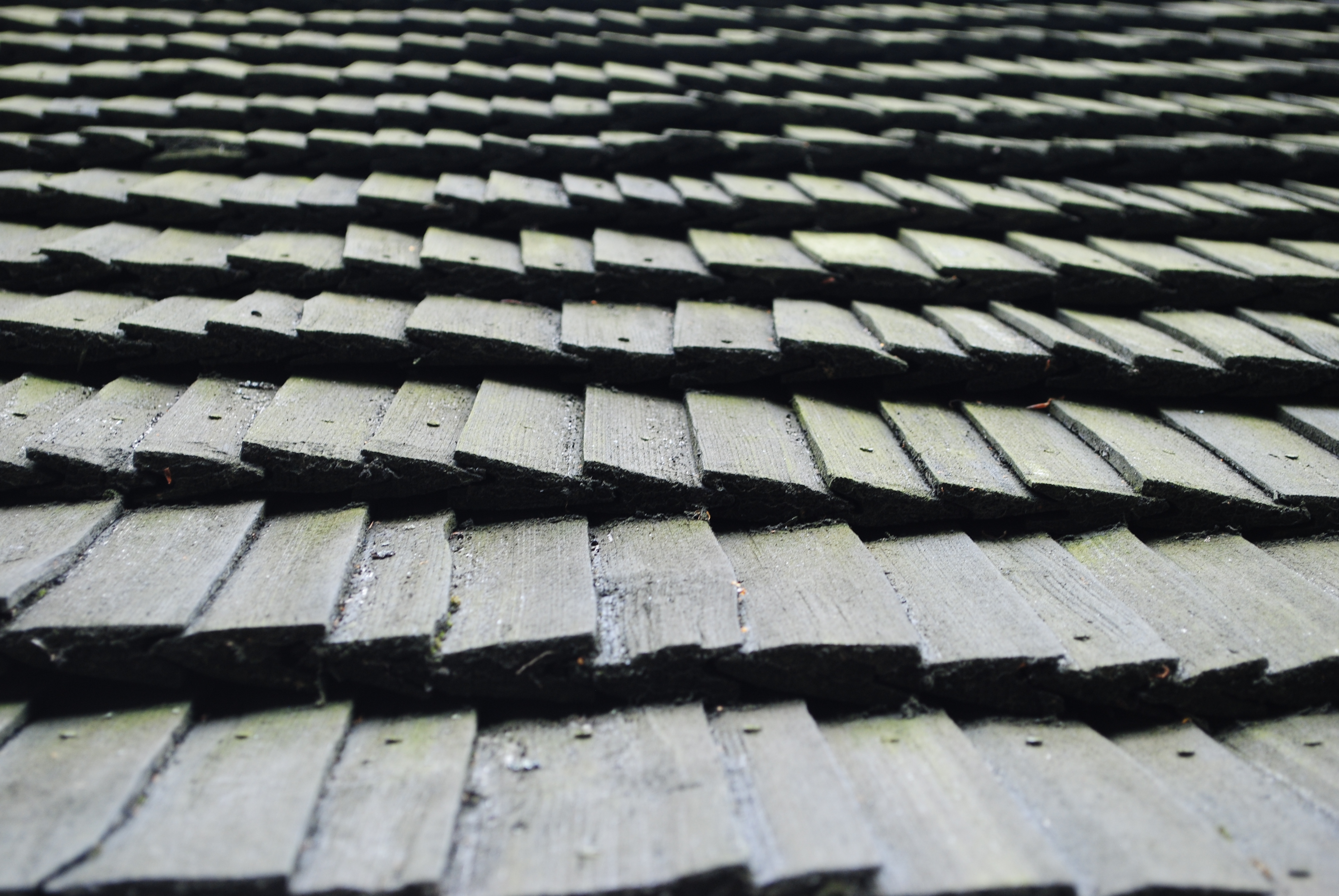
Gonty na dachu kościoła (2021)

### Architektura wnętrz i wyposażenie

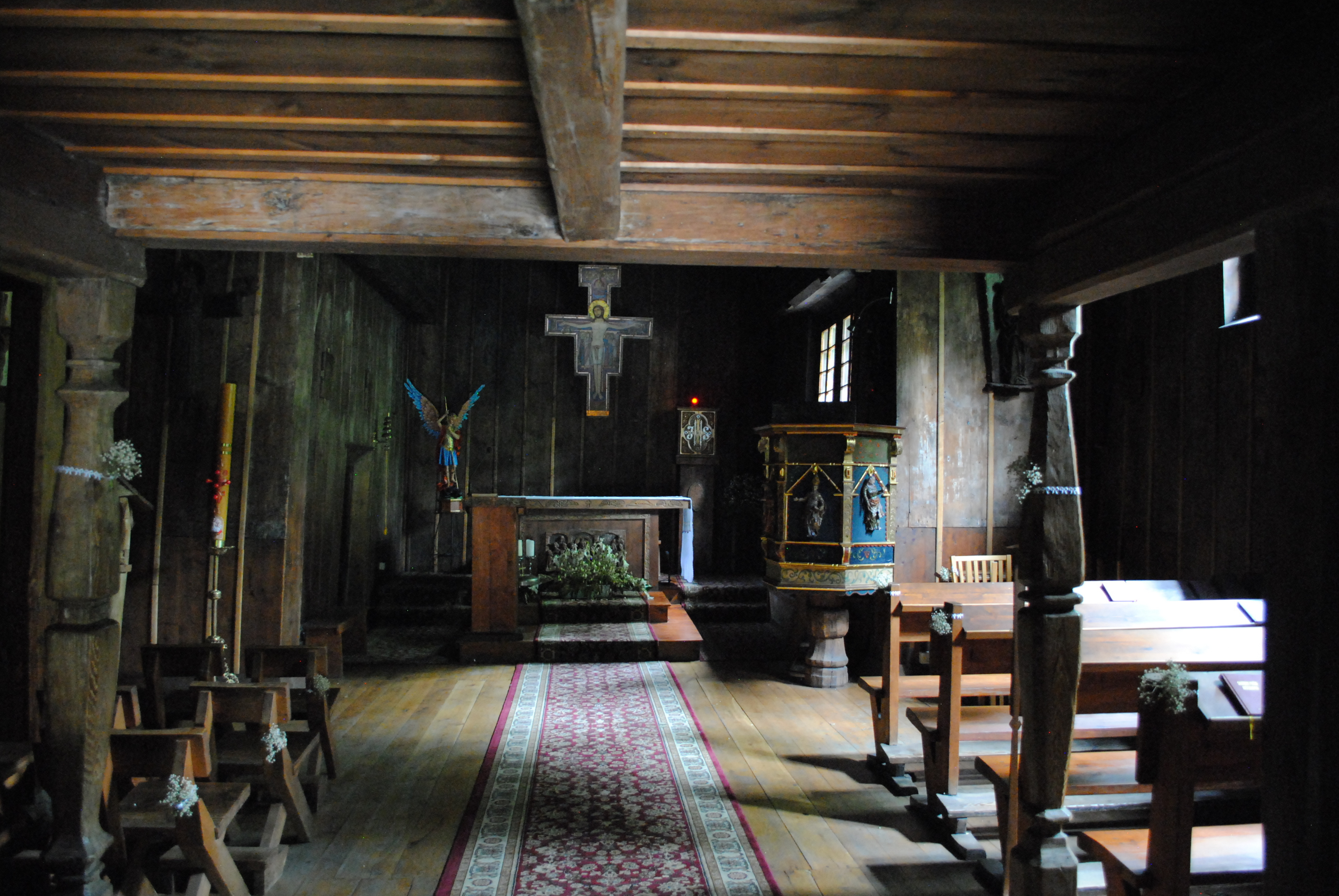
Nawa oraz prezbiterium (2021)

Kościół składa się z jednonawowego korpusu z wyodrębnionym prezbiterium zamkniętym prostą ścianą. Wnętrze nakryte jest płaskim stropem drewnianym z listew ułożonych wzdłużnie, w prezbiterium wyodrębniona została faseta. Posadzki w nawie i prezbiterium są zbudowane z desek. Wymiary nawy wynoszą 7,34 × 7,28 m, a prezbiterium 5,70 × 4,35 m, a rozmiary znacznie szerzej od prezbiterium nawy umożliwiło wybudowanie od strony zachodniej i północnej empory podpartej ośmioma słupami. Do niej prowadzą schody konstrukcji drabiniastej Pod emporą umieszczona jest gotycka kamienna kropielnica z XIV wieku.
Główne wejście do kościoła poprzedza obszerna kruchta, w której postawiono na oryginalnej kamiennej podłodze z piaskowca dużą dębową skrzynię z żelaznymi okuciami, pochodzącą prawdopodobnie z XVIII wieku. Przejście z kruchty do nawy zamknięte jest łukiem odcinkowym.

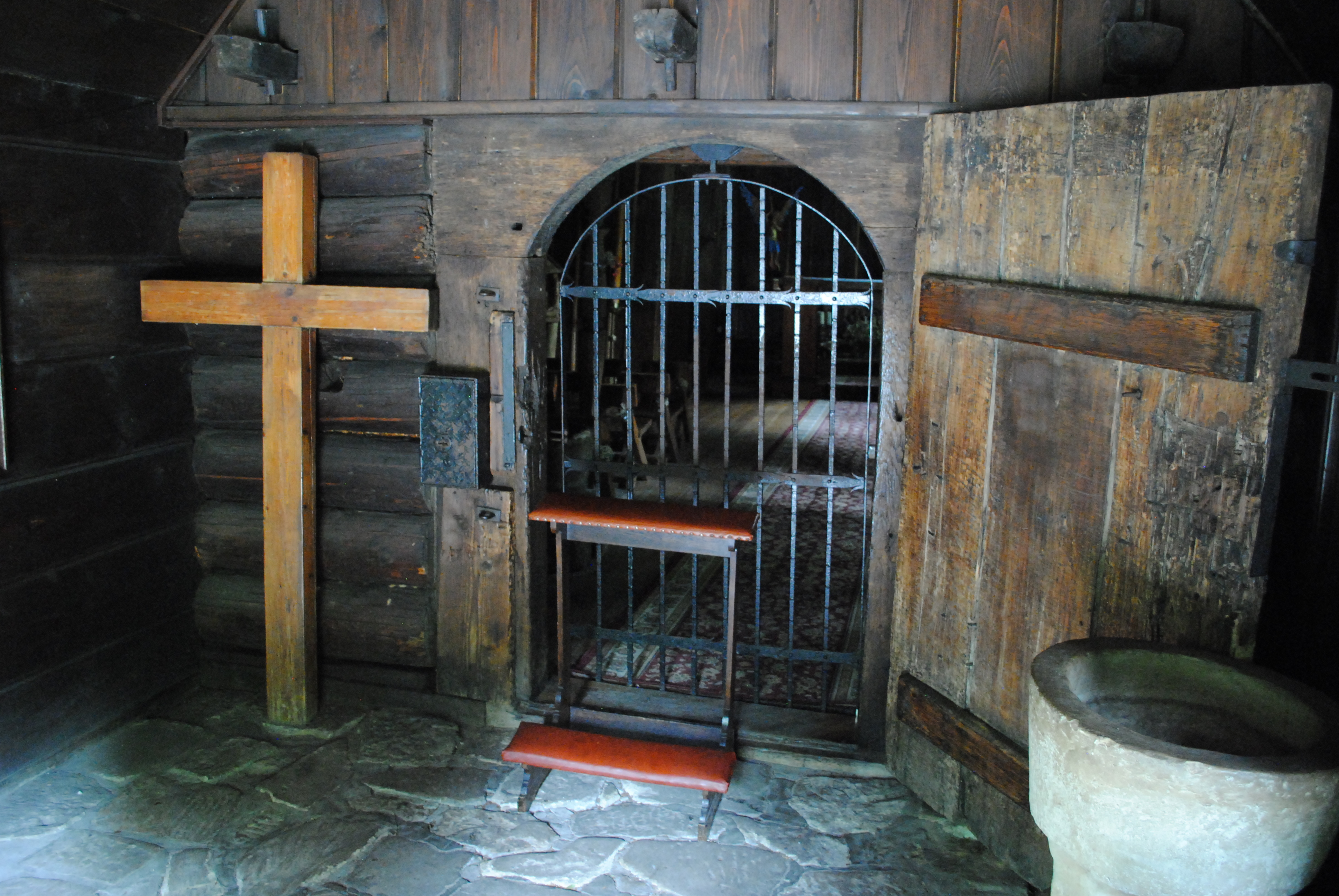
Wnętrze kruchty kościoła (2021)

We wnętrzu kościoła znajduje się korpus XVII-wiecznej, drewnianej ambony i drewniana rzeźba Matki Boskiej z Dzieciątkiem z początku XVI wieku, przeniesiona z Dębieńska. Barokowa ambona składa się z kosza i baldachimu. Kosz podzielono dekoracyjnie na trzy części, a czego środkową wypełniają cztery kwatery. W trzech z nich umieszczono drewniane malowane rzeźby przedstawiające: św. Jadwigę Śląską, św. Helenę oraz św. Augustyna. Czwarta kwatera jest natomiast pusta. Podporę kosza stanowi fragment filara dębowego, pierwotnie o innym przeznaczeniu. Na zaplecku ambony znajduje się drewniana rzeźba przedstawiająca świętego biskupa z książką i pastorałem. Późnogotycka rzeźba Matki Boskiej z Dzieciątkiem znajduje się prawej części ściany nawy. Wyeksponowana została na tle drewnianej kapliczki. 
We wnętrzu kościoła zachowały się szczątki polichromii o motywach figuralnych na północnej i wschodniej ścianie prezbiterium (scena Ukrzyżowania z Matką Boską i św. Janem) oraz na jego stropie.
Wisząca na wschodniej ścianie prezbiterium replika krzyża z San Damiano, rzeźba św. Michała Archanioła w północnym narożniku prezbiterium, oraz strojąca obok ludowa figura Chrystusa to współczesne elementy wyposażenia kościoła.

## Otoczenie
Kościół pw. św. Michała Archanioła usytuowany jest we wschodniej części parku im. Tadeusza Kościuszki, na Wzgórzu Beaty, w sąsiedztwie ulicy T. Kościuszki w Katowicach, na terenie dzielnicy Brynów część wschodnia-Osiedle Zgrzebnioka.  
Zespół świątynny składa się z centralnie położonego kościoła i wolno stojącej dzwonnicy, które otoczone są drewnianym ogrodzeniem na rzucie owalnym z trzema bramami. 
Na terenie kościoła znajduje się lapidarium utworzone przez Muzeum Historii Katowic. Znajdują się tam trzy nagrobki, kamień graniczny i kamień drogowy.
Pod kościołem znajdują się podziemia. Są różne hipotezy ich powstania: albo zbudowano je podczas niemieckiej okupacji jako schrony, albo mają one związek z kopalnią węgla kamiennego „Beate” albo też są pozostałością wieży Bismarcka.

## Galeria

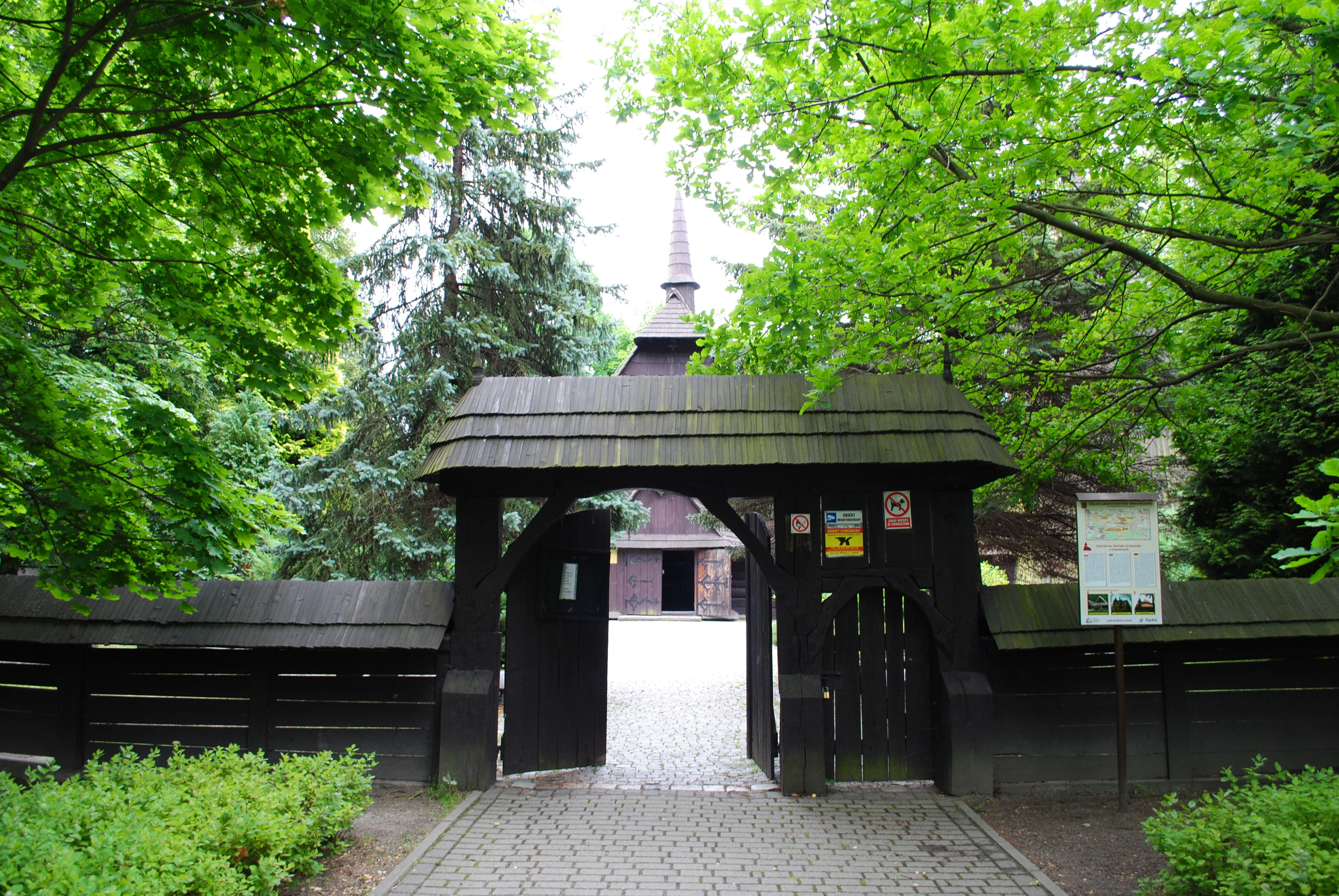
Główne wejście na teren kościoła (2021)
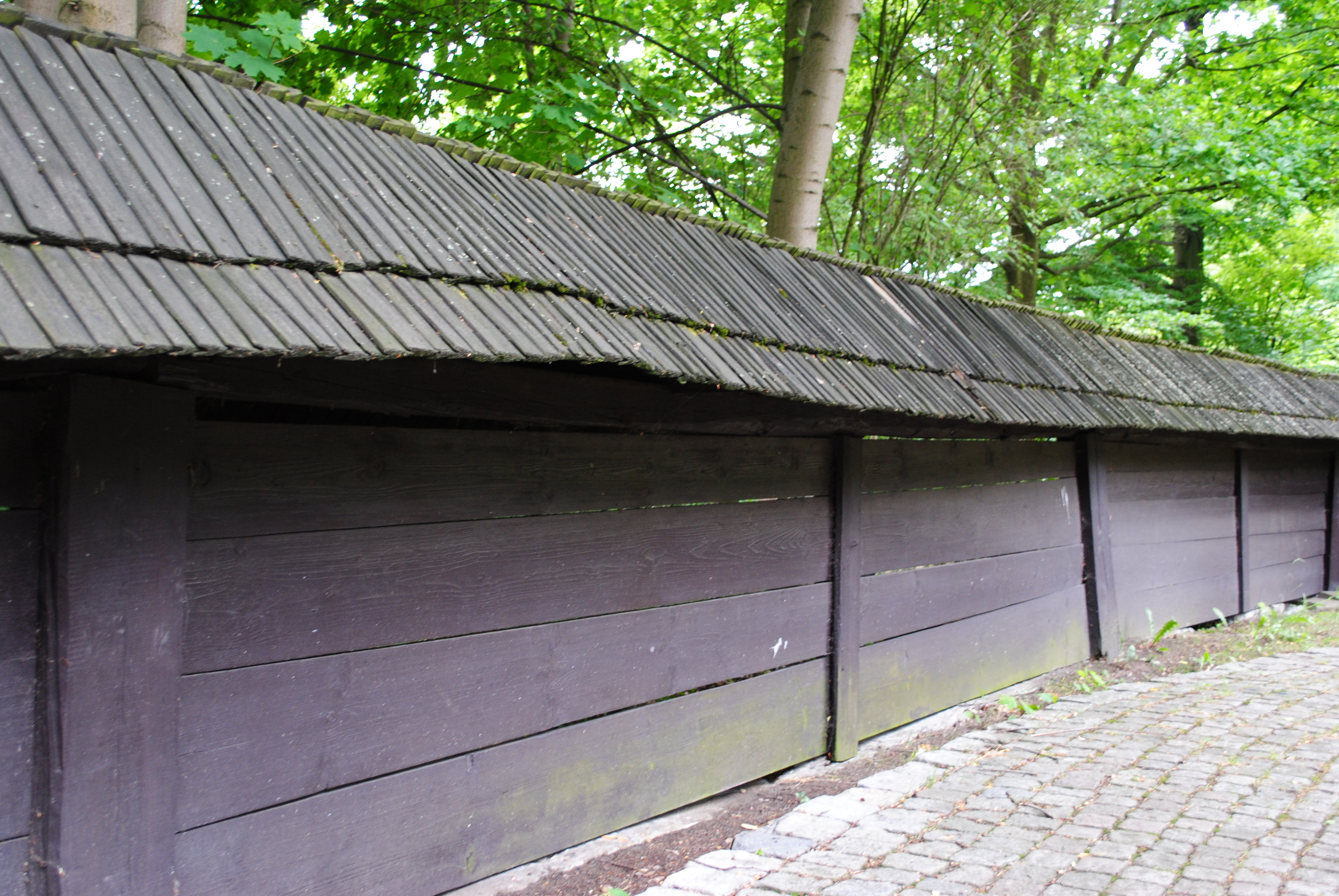
Parkan wokół kościoła (2021)
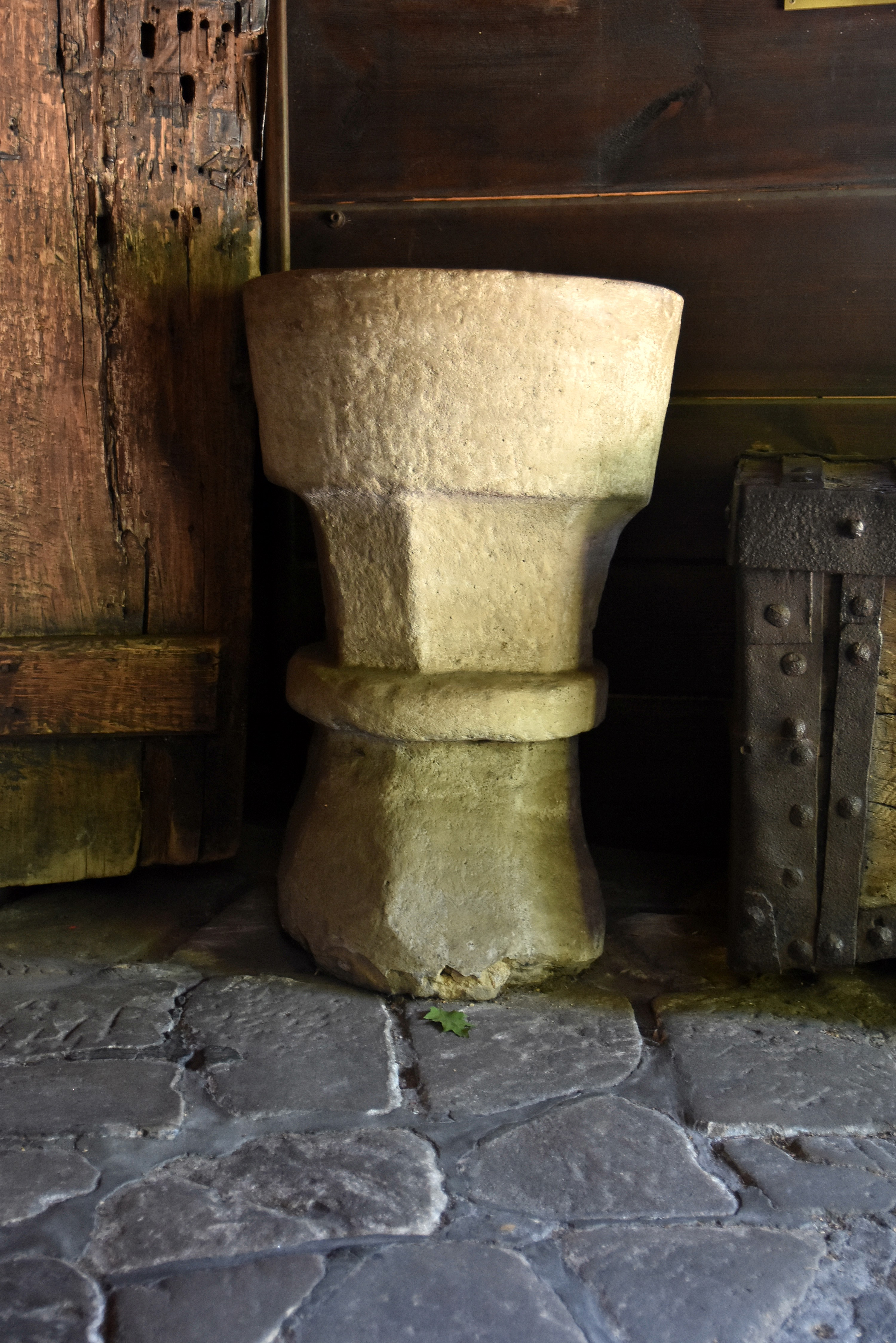
Kropielnica w kruchcie kościoła (2018)
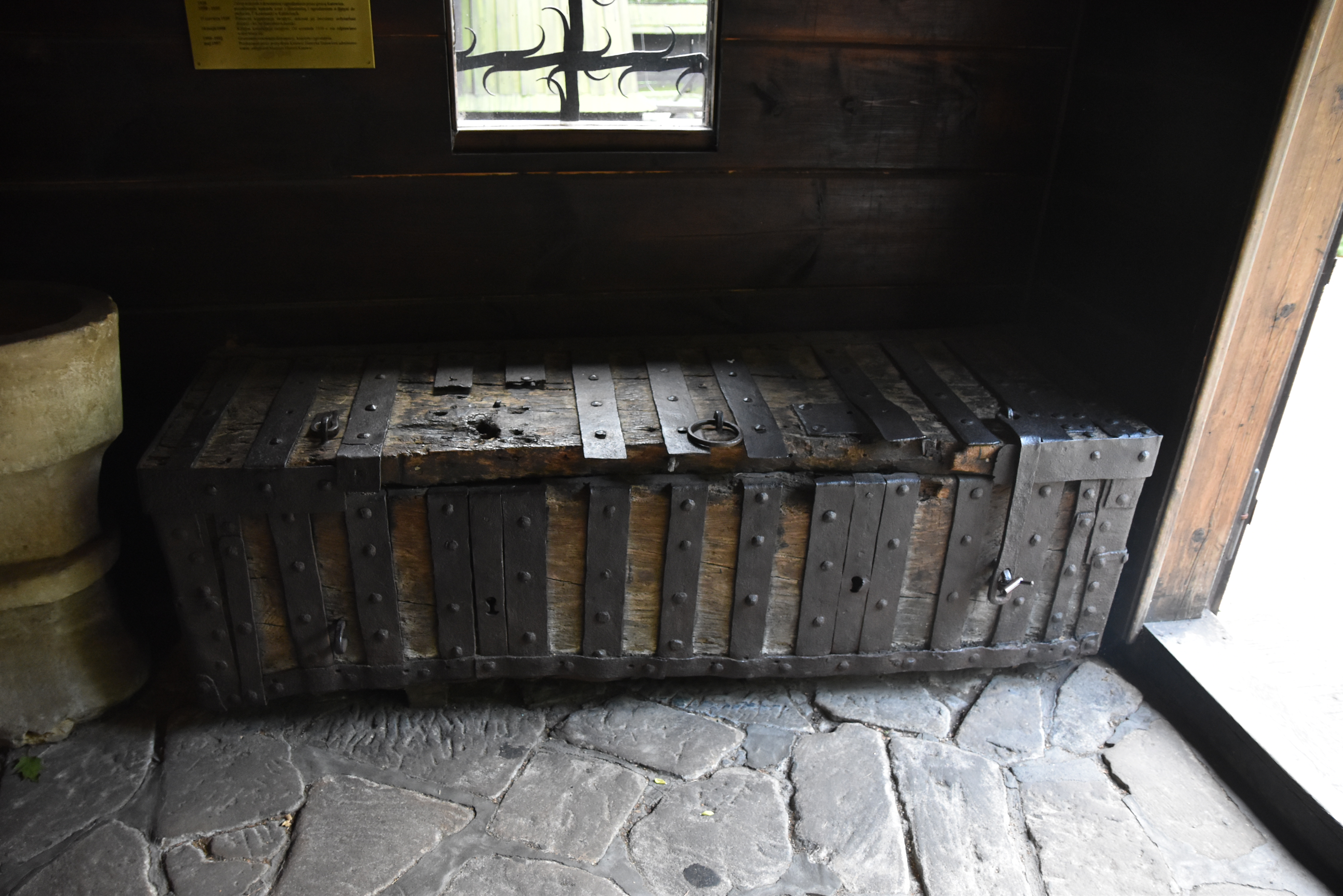
Skrzynia w kruchcie kościoła (2018)
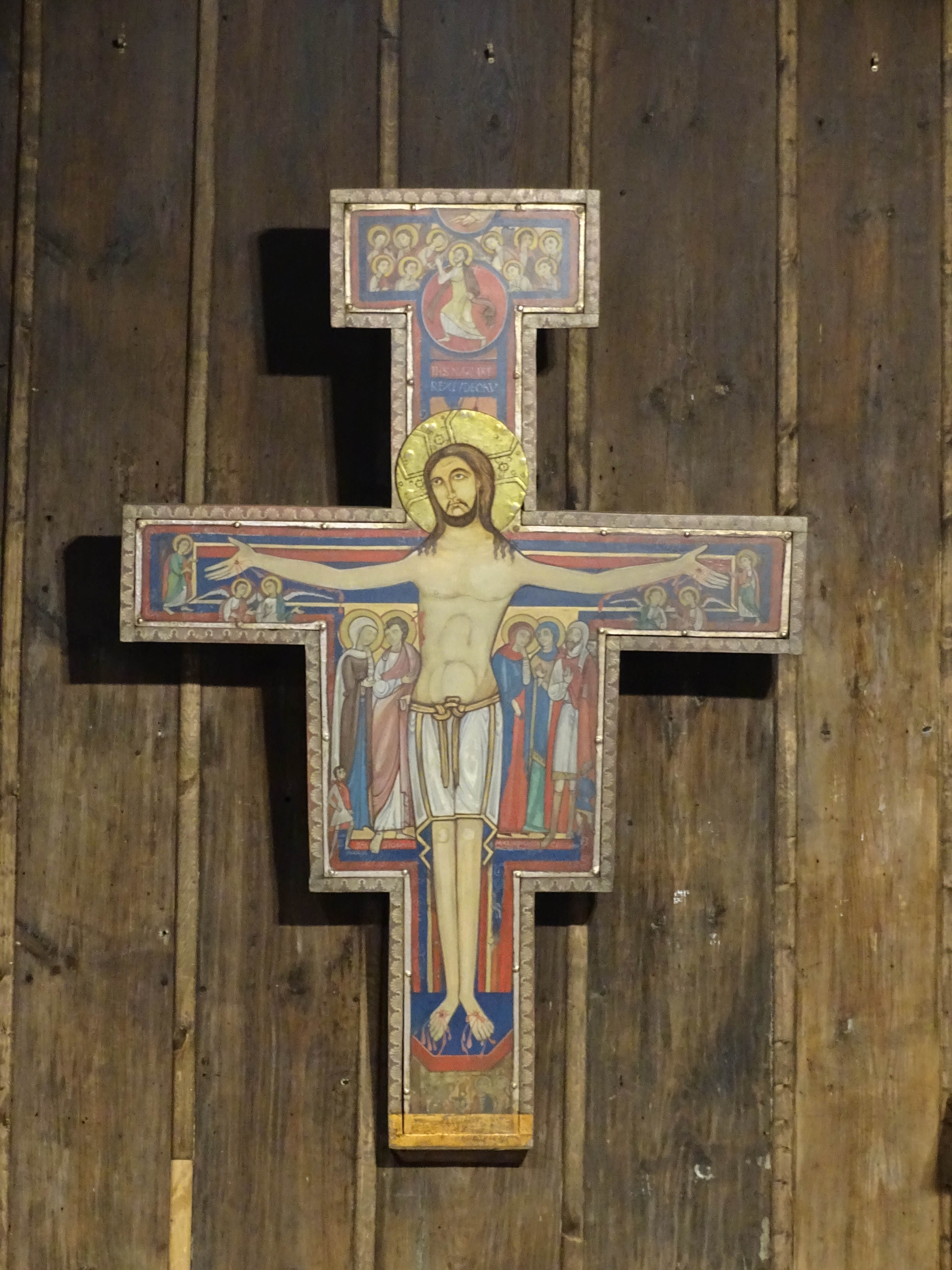
Replika krzyża z San Damiano (2018)
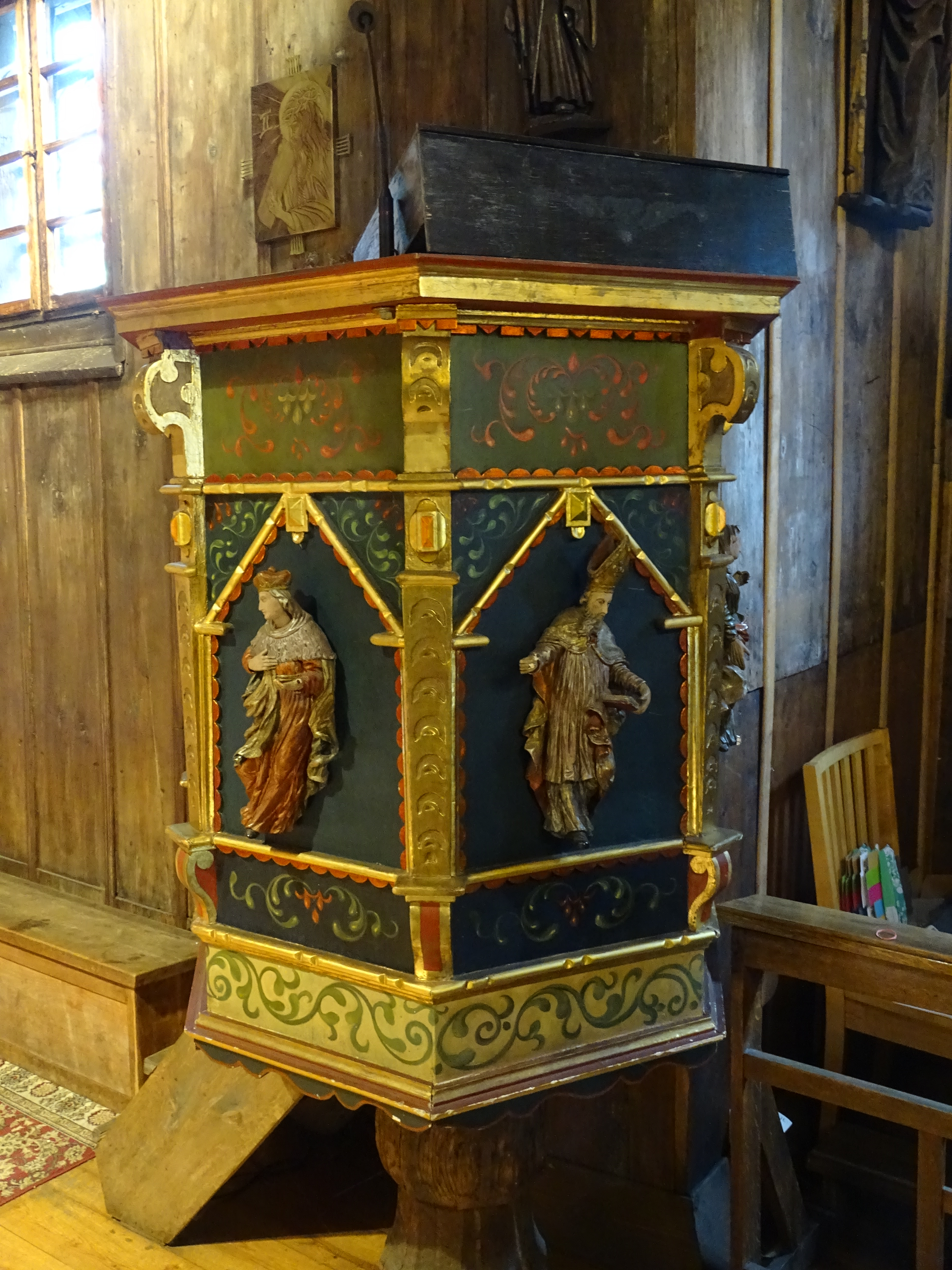
Ambona (2018)
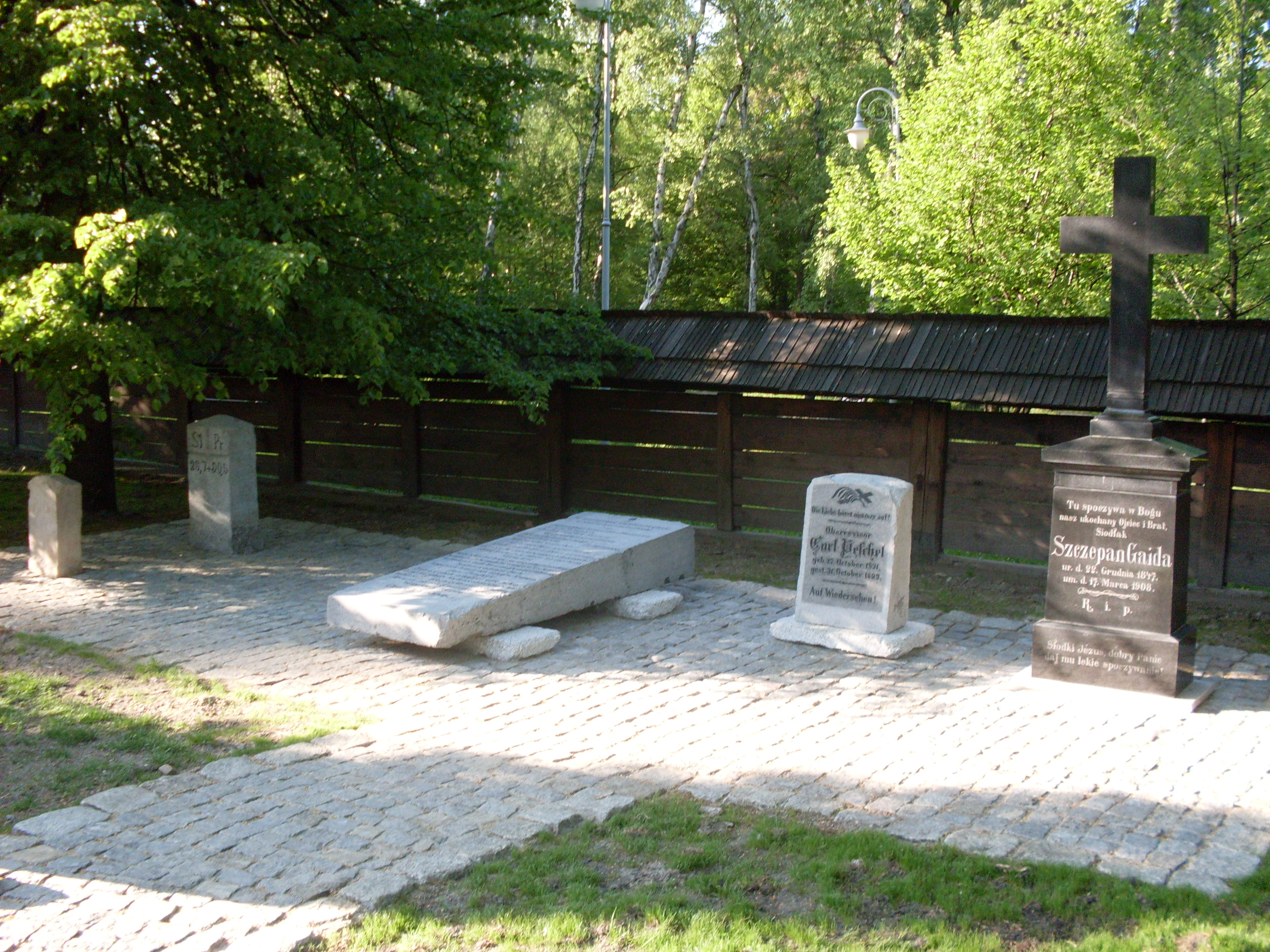
Lapidarium przy kościele (2009)